# Стифнінова кислота
2,4,6-тринітробензен-1,3-діол (стифнінова кислота) ― органічна сполука з класу нітрофенолів. Жовта кристалічна речовина, вибухає при нагріванні.

## Синтез
Всі препаративні та промислові методи синтезу стифнінової кислоти виходять з резорцину, проте через високу електрофільність і легку окислюваність резорцину пряме нітрування не застосовується.
Класичний метод синтезу стифнінової кислоти аналогічний синтезу пікринової кислоти - сульфування резорцину до більш стійкої до нітрування 2,4-дисульфокислоти з подальшою її обробкою нітруючої сумішшю з утворенням тринітрорезорцину, цей метод через дешевизну реагентів є промисловим методом синтезу:
Замість сульфування для отримання стійкого в умовах нітрування продукту може бути використоване нітрозування резорцину нітритом натрію у присутності сірчаної кислоти до 2,4-нітрозорезорцину із подальшим нітруванням 40% азотною кислотою, вихід у цому методі 2,4-нітрозорезорцину - 95%, стифнінової кислоти - 81%,.
2,4-Дінітрозорезорцин також може бути окислений пероксоводнем до 2,4-дінітрозорезорцину, який, в свою чергу нітрується 10% азотною кислотою до стифніновой кислоти.